# Hsuan Hua
Hsuan Hua  ou Xuanhua (chinois : 宣化 ;  pinyin : Xuānhuà) (16 avril 1918, dans la province de Jilin en Chine – 7 juin 1995 à Los Angeles, États-Unis), aussi connu sous le nom An Tse et Tu Lun, est un moine bouddhiste chan taïwanais qui a contribué à l’introduction du bouddhisme traditionnel chinois aux États-Unis au XXe siècle. 
Ayant fait vœu de répandre le bouddhisme en Occident, il se rend à San Francisco à la fin des années 1950. Il a créé en trois décennies des dizaines de centres, dont notamment celui fondé en 1976 à Talmage, en Californie, la Cité des dix mille Bouddhas (萬佛聖城 The City of Ten Thousand Buddhas (en)) qui reste l'un des plus grands monastères aux États-Unis.
Il a créé l'organisation internationale Dharma Realm Buddhist Association (en).

## Biographie

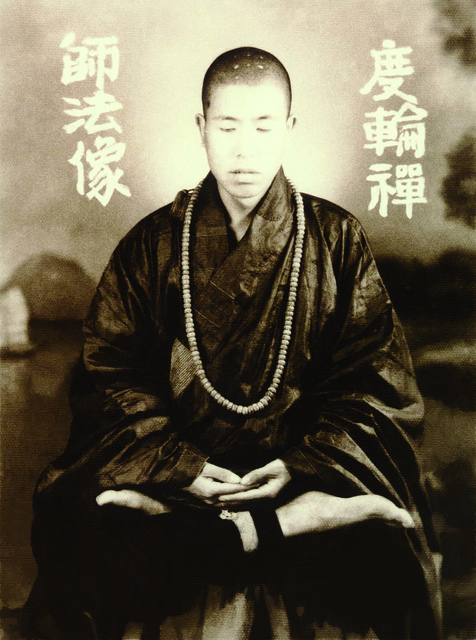
Xuanhua méditant en position du lotus, Hong Kong, 1953.

Son nom de naissance est Bai Yushu 白玉書, originaire du district Shuangcheng 雙城縣 de la province du Jilin吉林省 (actuel district Wuchang 五常縣 de la province du Heilongjiang 黑龍江省).
Il est ordonné moine à 19 ans, après la mort de sa mère.
En 1946 il part recevoir l'enseignement du célèbre maître chán Xuyun qui l'aurait reconnu au bout de deux ans comme son héritier.
En 1949 il part à Hong Kong et y fonde deux monastères. Il entre alors en contact avec la civilisation occidentale et de là naît son souhait d'y répandre le bouddhisme. Il se rend aux États-Unis et s'installe à San Francisco à la fin des années 1950.
Dans les décennies suivantes, il ouvre des dizaines de centres bouddhistes, attire des disciples, et devient connu, jusque dans le monde politique, comme auprès de Pete Wilson et George H. W. Bush.